# Catas Altas

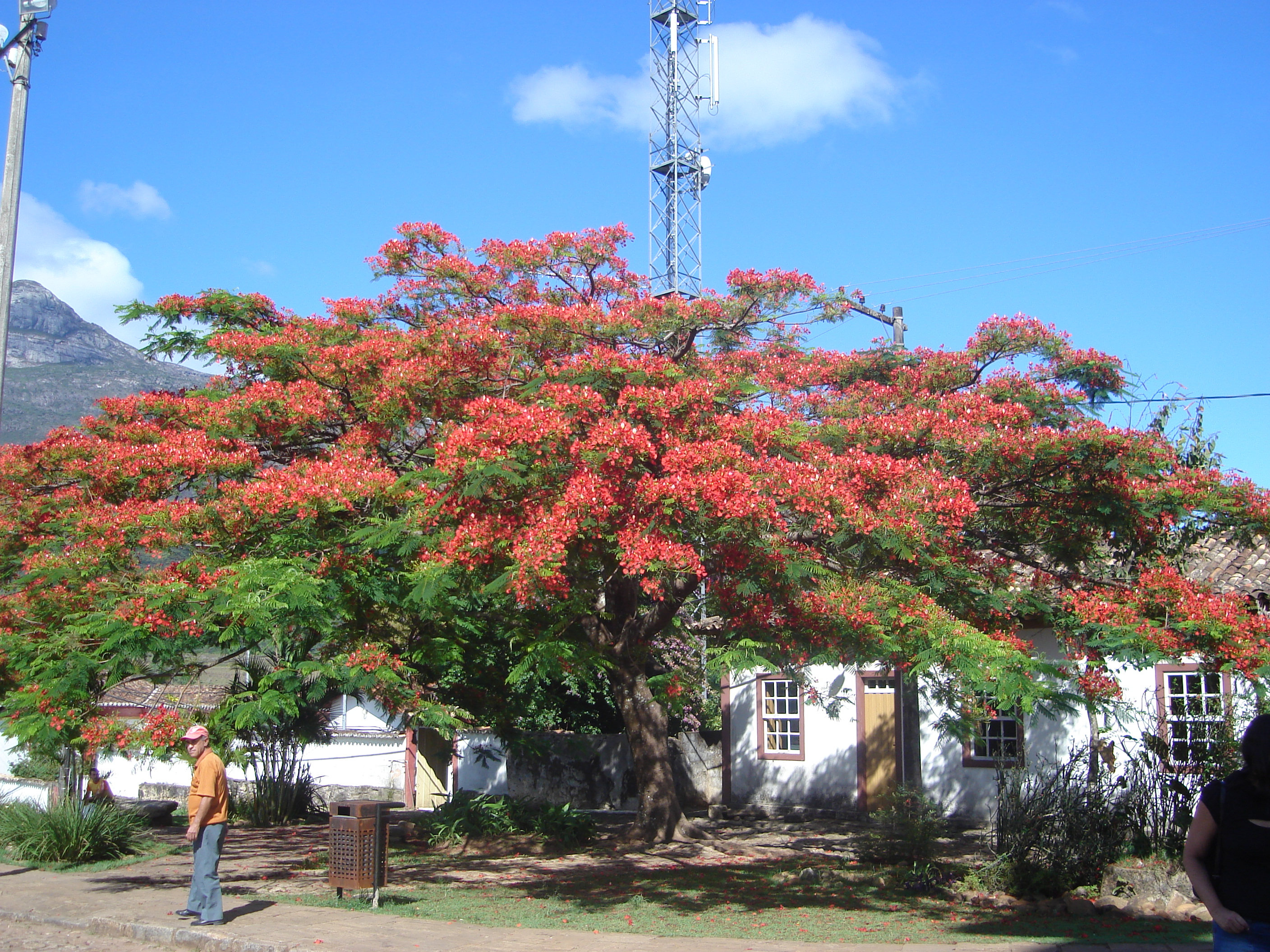
Centro Histórico de Catas Altas.

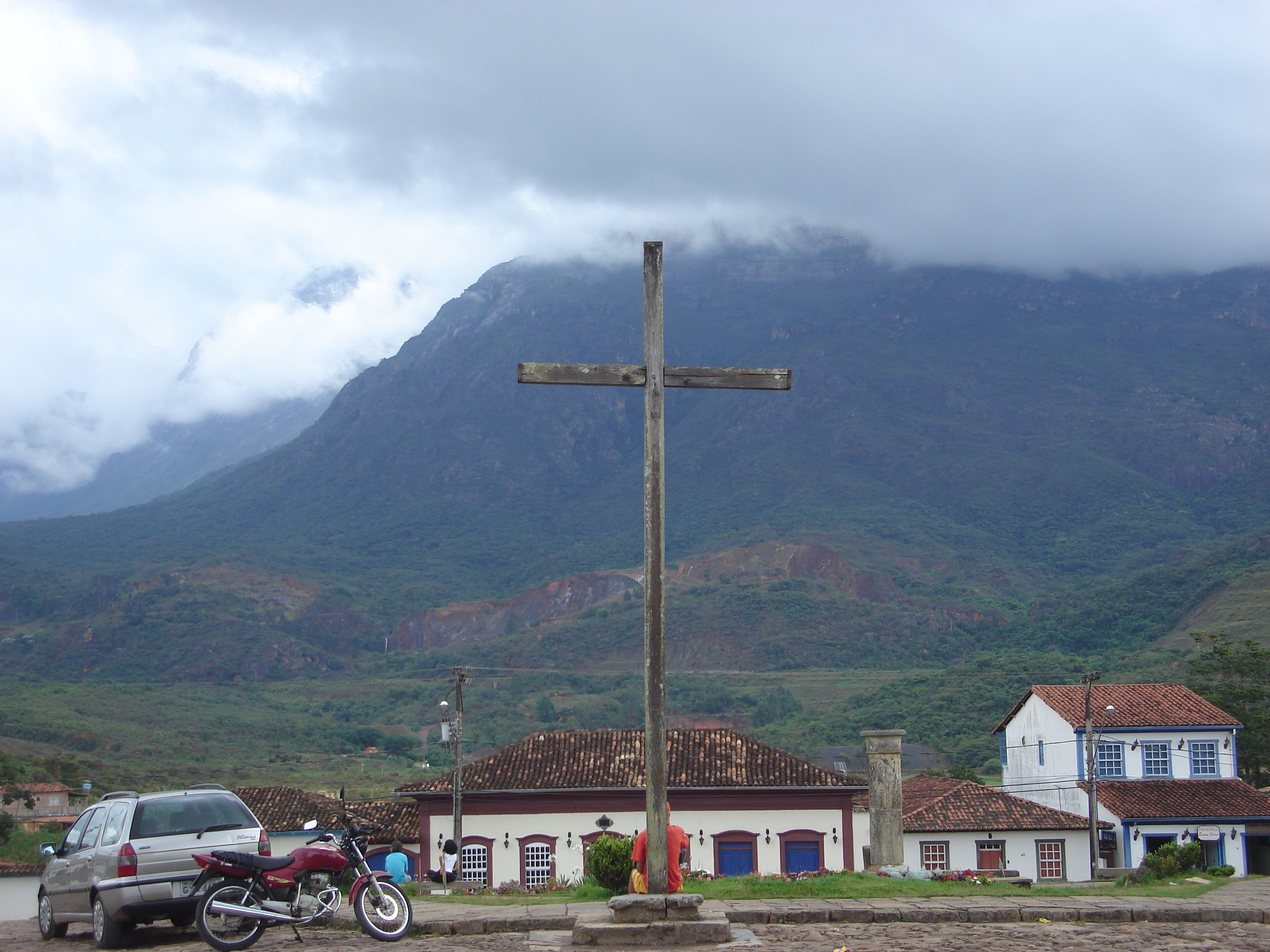
Plaza de la Principal con Sierra del Caraça al fondo.

Catas Altas es un municipio brasileño del estado de Minas Gerais. Su población estimada en 2004 era de 4.459 habitantes.